# Skatgök
Skatgök (Clamator glandarius) är en sydeuropeisk och afrikansk gök. Den är häckningsparasit som lägger sina ägg hos speciellt skator. I Sverige är den en mycket sällsynt gäst.

## Utseende

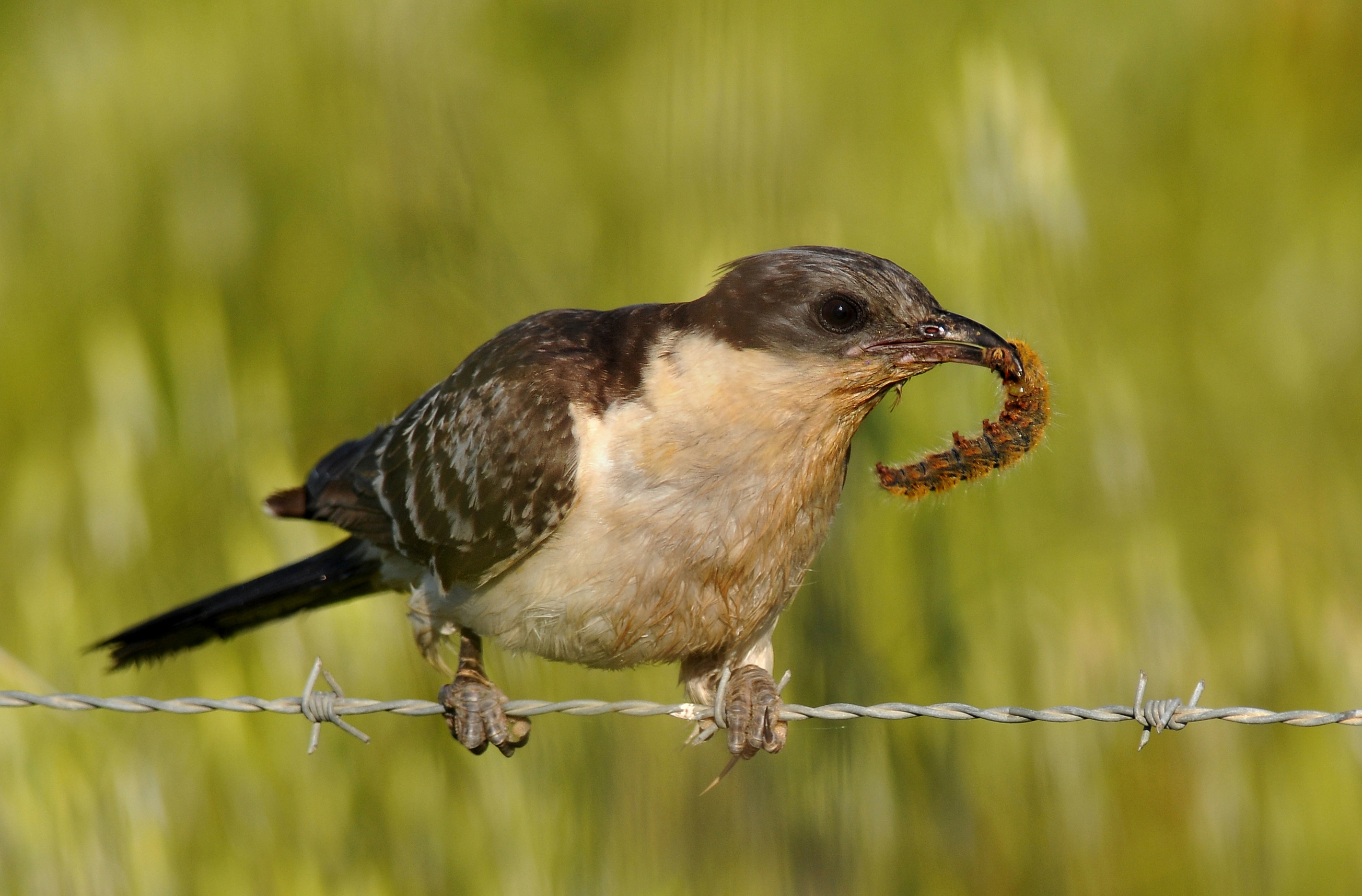
Skatgök med sin favoritföda: en hårig fjärilslarv.

Fågeln är med sina 35–39 cm något större än göken, men verkar mycket större med sina breda vingar och långa smala stjärt. Den vuxna fågeln är grå ovan beströdd med vita fläckar, med grå hätta och grå vingar. Ansiktet och övre delen av bröstet är gulaktigt och undersidan vit. Könen är lika. Ungfåglarna är svartaktiga ovan och har kastanjefärgade vingpennor. I flykten ter den sig skatlik. Olikt göken hoppar den gärna omkring på marken, då med rest stjärt.

## Läten
Skatgöken är en högljudd och talför fågel. Vanligaste lätet är ett gnäggande och skramlande "tjerr-tjerr-tje-tje-tje-tje" eller "ki-ki-ki kriä kriä kriä...". Den varnar med ett strävt och nasalt "chäh".

## Utbredning
Skatgöken häckar i Medelhavsområdet från Iberiska halvön österut via södra Frankrike, västra Italien, Kroatien och sydöstra Bulgarien till nordöstra Grekland. Därefter fortsätter utbredningsområdet vidare österut från Turkiet till norra Irak samt söderut genom Mellanöstern till Egypten. Den förekommer också på Cypern, i södra Marocko samt i stora delar av Afrika söder om Sahara. De allra flesta skatgökar övervintrar i Afrika, men finns även regelbundet i små antal vintertid i södra Spanien.

### Förekomst i Sverige
Skatgöken är en sällsynt gäst i norra Europa. I Sverige har den observerats vid nio tillfällen, alla i juli eller augusti, senast i juli 2019 i Steninge i Halland.

## Ekologi

### Biotop och föda
Skatgöken trivs i savannliknande torrt hedlandskap med inslag av pinjer, korkek eller ibland i olivodlingar. Födan består av insekter, spindlar, små reptiler och i synnerhet håriga fjärilslarver som många andra fåglar undviker.

### Häckning

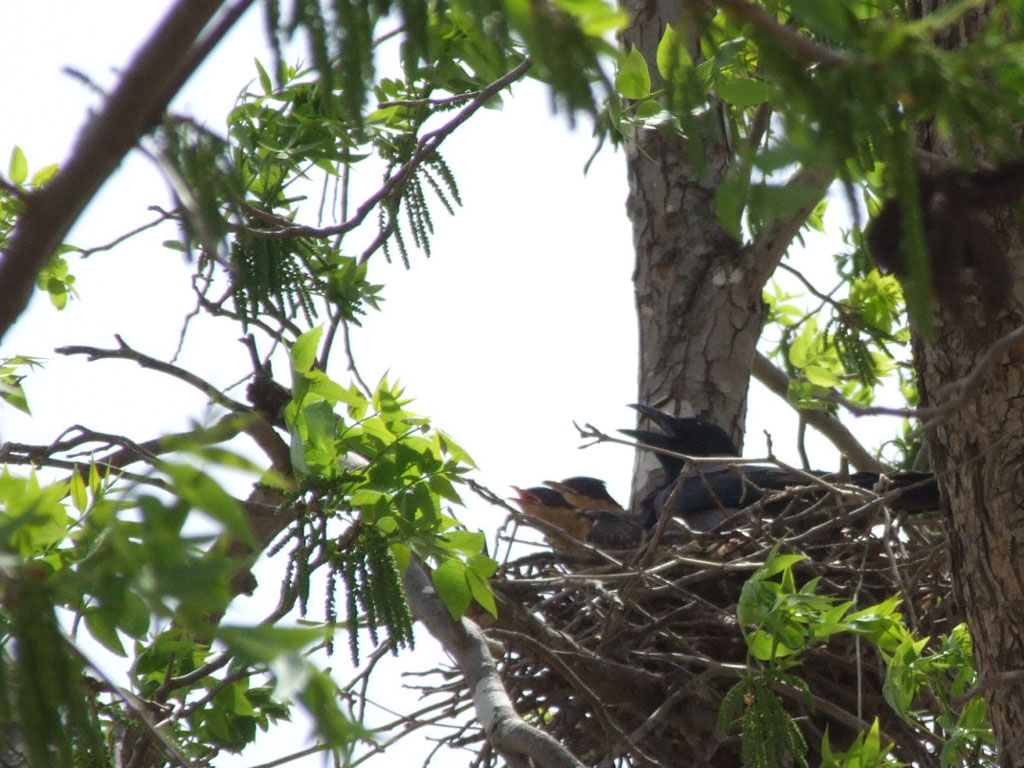
Skatgöksungar i kråkbo.

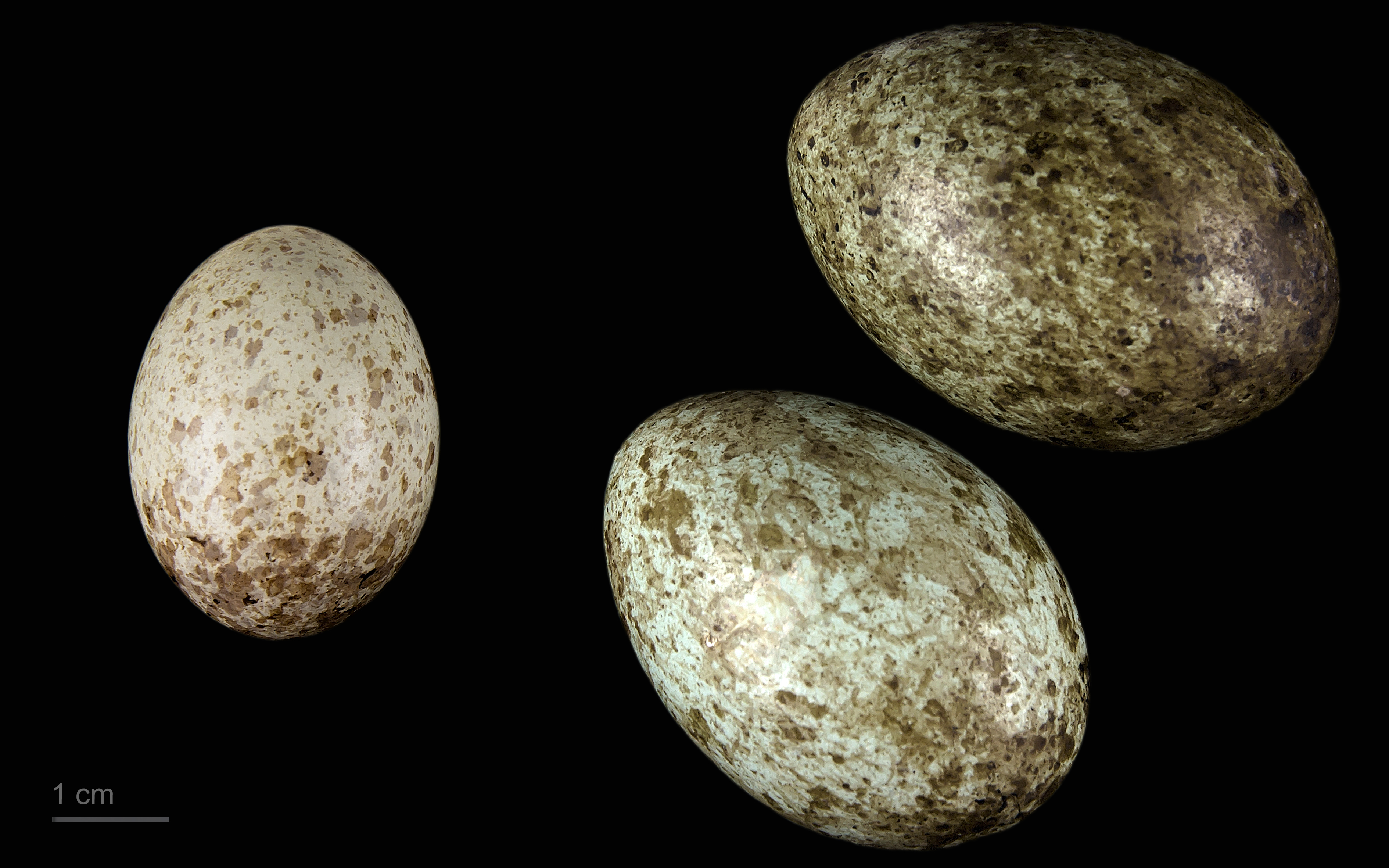
Clamator glandarius + Corvus cornix

Liksom många andra gökar är skatgöken en boparasit. Denna art riktar in sig på kråkfåglar och då främst skata. Till skillnad från göken puttar varken honan eller ungen ut värdfamiljens egna ägg, men de juvenila skatorna dör oftast eftersom de konkurreras ut av gökungen. Studier har dock visat att skatgökens ungar utsöndrar en speciell avskräckande lukt när en predator hotar, vilket skyddar inte bara ungen själv utan också värdfamiljen och dess ägg. Det har också visat sig att svartkråkans ungar klarar sig bättre om en skatgök har lagt ägg i svartkråkans bo. Rovfåglar och katter undviker kråkbon med skatgökunge i större utsträckning än utan. Detta gäller när trycket från rovdjur och rovfåglar är väldigt stort.

## Status och hot
Arten har ett stort utbredningsområde och en stor population med stabil utveckling och tros inte vara utsatt för något substantiellt hot. Utifrån dessa kriterier kategoriserar internationella naturvårdsunionen IUCN arten som livskraftig (LC). I Europa tros den öka i antal.